# AADD
Zespół nadpobudliwości psychoruchowej z deficytem uwagi u osób dorosłych (określany również jako AADD, adult ADHD – ang. adult attention deficit hyperactivity disorder) to powszechny termin określający neuropsychologiczny stan ADHD, gdy jest obecny u osoby dorosłej. Ponad 60% dzieci ze zdiagnozowanym ADHD we wczesnym dzieciństwie posiada jego zauważalne symptomy w dorosłym życiu.
Obecnie zaburzenie widnieje jako „adult ADHD” w kryteriach diagnostycznych DSM-IV-TR. Wykazano, że 5% populacji posiada ADHD (włączając przypadki dotychczas niezdiagnozowane).
Pomyślna terapia ADHD u dorosłych zazwyczaj opiera się na połączeniu leków, terapii behawioralnej, poznawczej i treningu umiejętności.